# تیتوفسکایا سوپکا
تیتوفسکایا سوپکا (انگلیسی: Titovskaya Sopka) یک کوه در سرزمین زابایکالسکی کشور روسیه است.